# Притча о добром самарянине

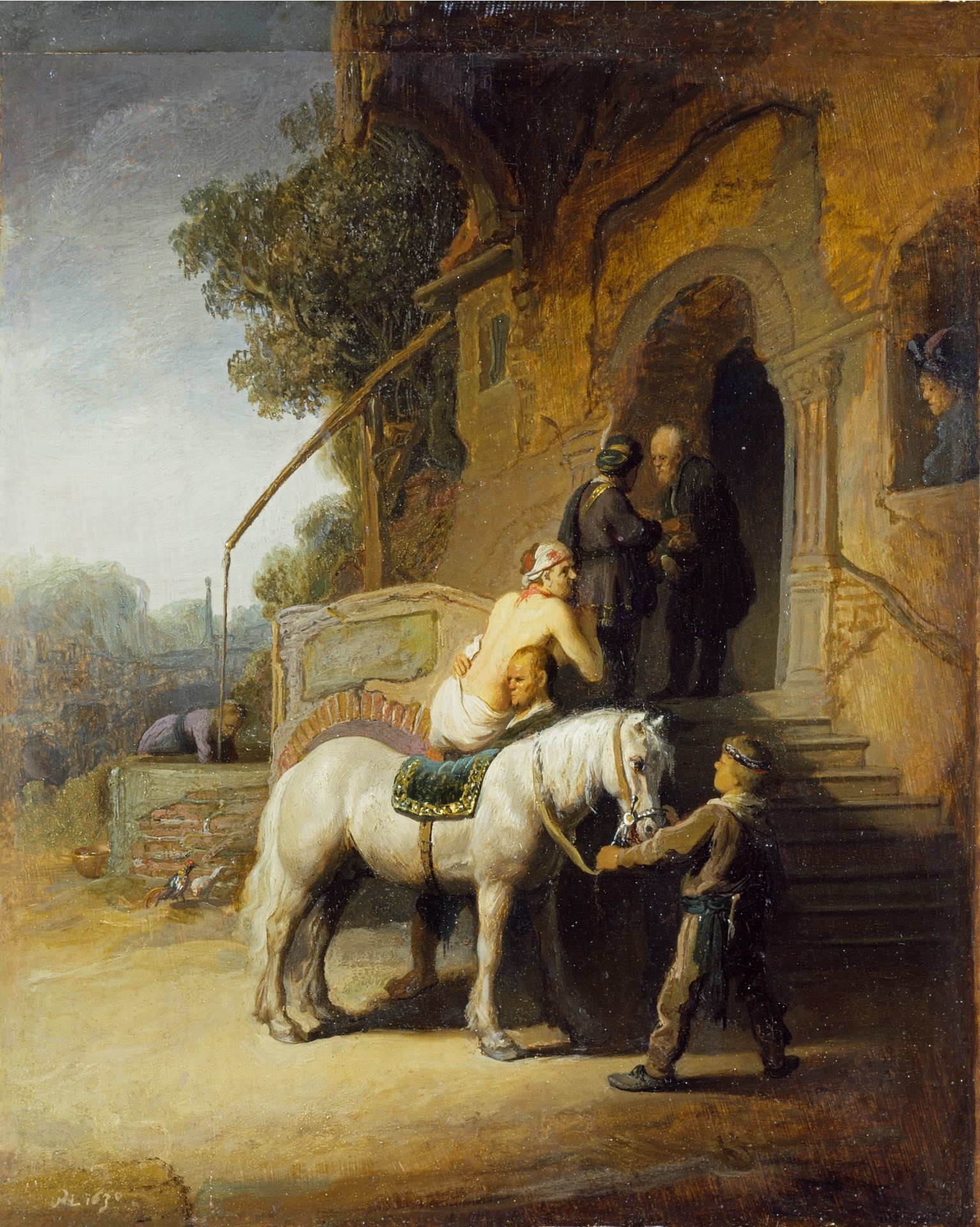
«Добрый самаритянин», Рембрандт

Притча о добром самаря́нине (Притча о добром самаритя́нине, Притча о милосердном самаря́нине) — одна из известных притч Иисуса Христа, упоминаемая в Евангелии от Луки. Она рассказывает о милосердии и бескорыстной помощи попавшему в беду человеку со стороны прохожего самарянина, представителя этнической группы, которую евреи не признают единоверцами. По мнению некоторых богословов, данная притча показывает, что «примеры человеческой доброты встречаются у всех народов и во всех верах, что Закон и заповеди Божии исполняют люди самых разных национальностей и разных вероисповеданий».
Название «Добрый самарянин» («Добрый самаритя́нин») часто использовалось и используется благотворительными организациями и вообще стало нарицательным для обозначения доброго и бескорыстного человека, готового помогать каждому, кто попадет в беду.

## Евангельский рассказ
И вот, один законник встал и, искушая Его, сказал: Учитель! что мне делать, чтобы наследовать жизнь вечную? 

Он же сказал ему: в законе что написано? как читаешь?

Он сказал в ответ: возлюби Господа Бога твоего всем сердцем твоим, и всею душею твоею, и всею крепостию твоею, и всем разумением твоим, и ближнего твоего, как самого себя.

Иисус сказал ему: правильно ты отвечал; так поступай, и будешь жить.

Но он, желая оправдать себя, сказал Иисусу: а кто мой ближний?

На это сказал Иисус: некоторый человек шел из Иерусалима в Иерихон и попался разбойникам, которые сняли с него одежду, изранили его и ушли, оставив его едва живым. По случаю один священник шел тою дорогою и, увидев его, прошел мимо. Также и левит, быв на том месте, подошел, посмотрел и прошел мимо. Самарянин же некто, проезжая, нашел на него и, увидев его, сжалился и, подойдя, перевязал ему раны, возливая масло и вино; и, посадив его на своего осла, привез его в гостиницу и позаботился о нем; а на другой день, отъезжая, вынул два динария, дал содержателю гостиницы и сказал ему: позаботься о нем; и если издержишь что более, я, когда возвращусь, отдам тебе. Кто из этих троих, думаешь ты, был ближний попавшемуся разбойникам?

Он сказал: оказавший ему милость. Тогда Иисус сказал ему: иди, и ты поступай так же.

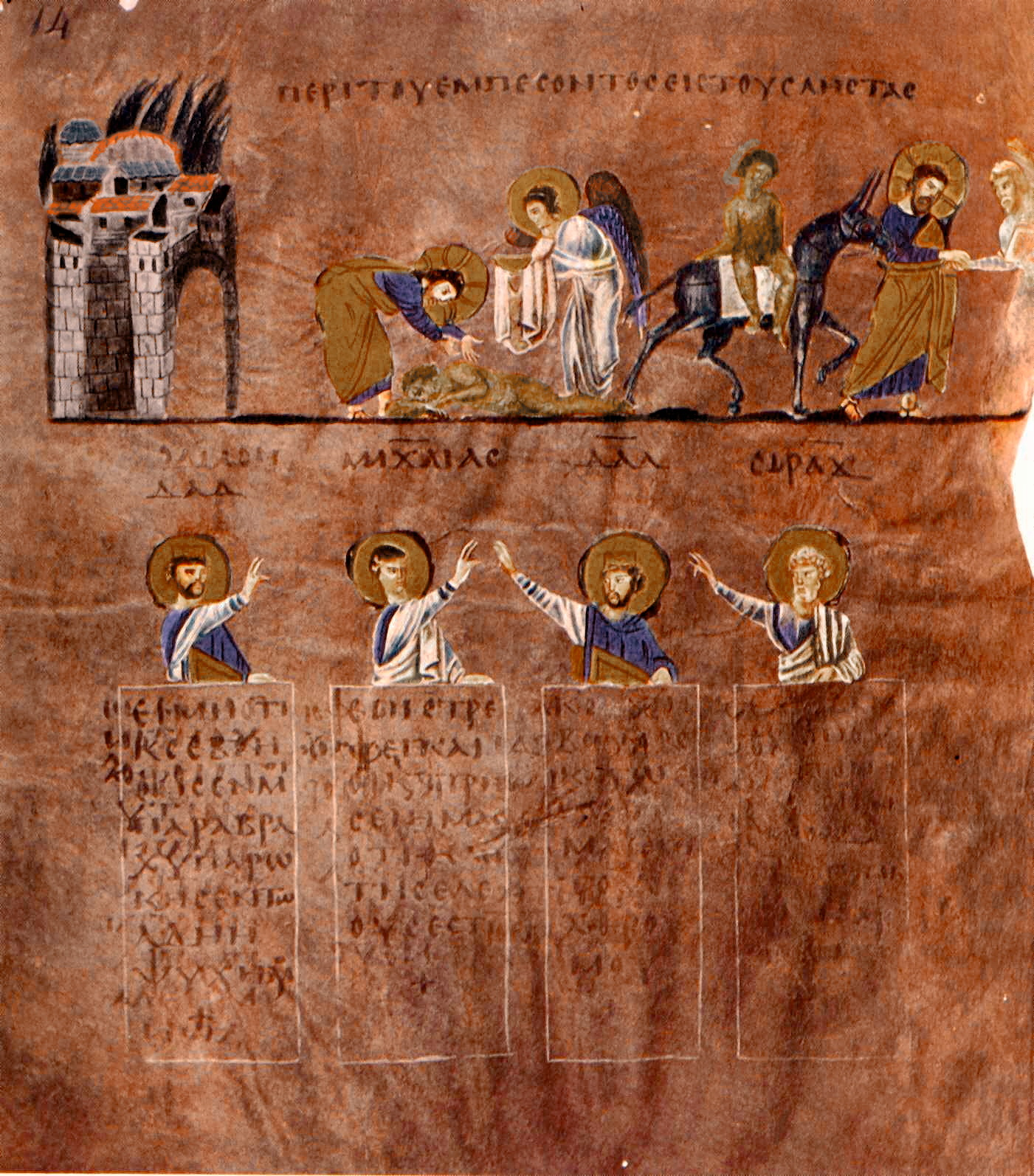
Притча о добром самаря́нине, миниатюра из Россанского Евангелия

— Лк. 10:25—37

## Богословское толкование
Одним из основных моментов данной притчи считается истолкование слова «ближний» для задающего вопрос книжника и Иисуса Христа. Книжник считает «ближним» того человека, кто находится с ним в родственных отношениях или принадлежит к общей этнической или религиозной группе. А ответные слова Иисуса Христа приводят его к пониманию, что ближний — это, на самом деле, «оказавший милость» (добро). По мнению многих исследователей, эти слова, в числе прочего, также выражают необходимость считать «ближним» и всякого человека, который попал в беду или нуждается в помощи. Архимандрит Иоанн Крестьянкин считал данную притчу «…назиданием о милосердном самарянине, у которого закон любви был написан в сердце, для которого ближним оказался не ближний по духу, не ближний по крови, но тот, кто случайно встретился на его жизненном пути, кто именно в ту минуту нуждался в его помощи и любви».
Масло, упоминаемое в Лк. 10:34, в греческом оригинале передано словом elaion (елей). Милость, которой законник охарактеризовал помощь пострадавшему, также передана схожим словом eleos. Возлияние елея и вина упоминается в контексте священных жертвоприношений Господу, например в принесении жертвы заклания (Чис. 15:5). Таким образом, самарянин мог нести с собой елей и вино, предназначенные для ритуала, но пожертвовал их ради реального для него человека, нуждающегося в помощи. Этим примером Иисус отмечает, где на самом деле находится жертва, угодная Богу. Ос. 6:6 «Ибо Я милости хочу, а не жертвы, и Боговедения более, нежели всесожжений» (также см. Прит. 21:3; Мф. 12:7, 5:7, 9:13).